# Magüi Serna
Magüi Serna es una extenista profesional nacida el 1 de marzo de 1979 en Las Palmas de Gran Canaria (Gran Canaria), España.
La tenista canaria ganó varios títulos del circuito challenger y del circuito profesional WTA, tanto en individuales como en dobles.

## Títulos (5; 3+2)

### Individuales (3)
| Leyenda                    |
| Grand Slam (0)             |
| WTA Tour Championships (0) |
| Tier I (0)                 |
| WTA Tour (3)               |

| N.º | Fecha               | Torneo   | Superficie    | Oponente en la final | Resultado   |
| --- | ------------------- | -------- | ------------- | -------------------- | ----------- |
| 1.  | 20 de abril de 2002 | Estoril  | Tierra batida | Anca Barna           | 6-4 6-2     |
| 2.  | 19 de abril de 2003 | Estoril  | Tierra batida | Julia Schruff        | 6-4 6-1     |
| 3.  | 26 de abril de 2003 | Budapest | Tierra batida | Alicia Molik         | 3-6 7-5 6-4 |

### Finalista en individuales (3)
- 2001: Oporto (gana ante Arantxa Sánchez Vicario).
- 2001: Eastbourne (gana ante Lindsay Davenport).
- 2002: Oporto (gana ante Ángeles Montolio).

### Clasificación en torneos del Grand Slam
| Torneo                 | 2006 | 2005 | 2004 | 2003 | 2002 | 2001 | 2000 | 1999 | 1998 | 1997 | Títulos |
| ---------------------- | ---- | ---- | ---- | ---- | ---- | ---- | ---- | ---- | ---- | ---- | ------- |
| Australian Open        | -    | 1r   | 1r   | 2r   | 3r   | 2r   | 2r   | 2r   | 2r   | 3r   | 0       |
| Roland Garros          | -    | -    | 2r   | 4r   | 1r   | 2r   | 3r   | 1r   | 4r   | 3r   | 0       |
| Wimbledon              | -    | -    | 3r   | 2r   | 1r   | 1r   | QF   | 1r   | 4r   | 3r   | 0       |
| US Open                | -    | -    | 2r   | 2r   | 1r   | 1r   | 4r   | 3r   | 1r   | 4r   | 0       |
| WTA Tour Championships | -    | -    | -    | -    | -    | -    | -    | -    | -    | -    | 0       |

### Dobles (2)
| Leyenda                    |
| Grand Slam (0)             |
| WTA Tour Championships (0) |
| Tier I (0)                 |
| ATP Tour (2)               |

| N.º | Fecha               | Torneo       | Superficie    | Pareja         | Oponentes en la final                 | Resultado |
| --- | ------------------- | ------------ | ------------- | -------------- | ------------------------------------- | --------- |
| 1.  | 10 de marzo de 2001 | Knokke-Heist | Tierra batida | Virginia Ruano | Ruxandra Dragomir Andreea Vanc        | 6-4 6-3   |
| 2.  | 14 de abril de 2004 | Eastbourne   | Hierba        | Alicia Molik   | Svetlana Kuznetsova Elena Likhovtseva | 6-4 6-4   |

### Finalista en dobles (4)
- 2000: Roma (junto a Arantxa Sánchez Vicario ganan ante Lisa Raymond y Rennae Stubbs).
- 2002: Oporto (junto a Kristie Boogert ganan ante Cara Black y Irina Selyutina).
- 2003: Eastbourne (junto a Jennifer Capriati ganan ante Lindsay Davenport y Lisa Raymond).
- 2003: New Haven (junto a Alicia Molik ganan ante Virginia Ruano y Paola Suárez).